# Лоза (Сундурское сельское поселение)
Лоза́ — деревня в Игринском районе Удмуртии. Входит в Сундурское сельское поселение. 

## География
Деревня находится в 1,5 км к юго-западу от районного центра — посёлка Игра. Стоит на реке Лоза.

## Улицы
Деревня состоит из одной улицы — Заречной.

## Население
| 2010 | 2012 |
| ---- | ---- |
| 67   | ↘63  |